# Bernard Bocian
Bernard Bocian (Poznań, 26 de gener de 1974) va ser un ciclista polonès, professional des del 1996 al 2000. Es va proclamar dos cops campió nacional en contrarellotge.

## Palmarès
- 1994
  -  Campió de Polònia en contrarellotge
- 1995
  -  Campió de Polònia en contrarellotge
- 2000
  - 1r al Tour de Berlín i vencedor de 2 etapes